# Czarna (gromada w powiecie wołomińskim)
Czarna – dawna gromada, czyli najmniejsza jednostka podziału terytorialnego Polskiej Rzeczypospolitej Ludowej w latach 1954–1972.
Gromady, z gromadzkimi radami narodowymi (GRN) jako organami władzy najniższego stopnia na wsi, funkcjonowały od reformy reorganizującej administrację wiejską przeprowadzonej jesienią 1954 do momentu ich zniesienia z dniem 1 stycznia 1973, tym samym wypierając organizację gminną w latach 1954–1972.
Gromadę Czarna z siedzibą GRN w Czarnej utworzono – jako jedną z 8759 gromad na obszarze Polski – w powiecie wołomińskim w woj. warszawskim, na mocy uchwały nr VI/10/23/54 WRN w Warszawie z dnia 5 października 1954. W skład jednostki weszły obszary dotychczasowych gromad Czarna i Mironowe Górki ze zniesionej gminy Kobyłka oraz obszary dotychczasowych gromad Janków Nowy i Helenów ze zniesionej gminy Radzymin w tymże powiecie. Dla gromady ustalono 13 członków gromadzkiej rady narodowej.
31 grudnia 1961 z gromady Czarna wyłączono wieś Mironowe Górki, włączając ją do miasta Wołomin w tymże powiecie, po czym gromadę Czarna zniesiono, włączając jej (pozostały) obszar do gromady Radzymin tamże.